# علی‌اکبر یزدجردی
سرتیپ علی‌اکبر یزدجردی فرمانده تیپ هوابرد شیراز و فرماندار نظامی مشهد و فرمانده لشکر ۷۷ خراسان بود.او دوشنبه ۱۴ اسفند ۱۳۵۷ به دستور خلخالی اعدام شد.

## دستگیری
پیش از ظهر امروز یکی از کارمندان دارایی مشهد وقتی می‌خواسته است از محل کار خود خارج شود، از پنجره، یک اتومبیل شورلت سفیدرنگ و یک اتومبیل آریای آبی را می‌بیند که در خانه فرمانده لشکر پارک شده و چند نفر با لباس شخصی مشغول گذاردن چمدان‌هایی به داخل اتومبیل‌ها هستند و چنین به نظر می‌رسد که آن‌ها با عجله خود را برای مسافرت آماده می‌کنند. کارمند دارایی بلافاصله جریان را به کمیته انقلاب اطلاع می‌دهد و آنان نیز دستور می‌دهند که وی اتومبیل خود را جلو منزل فرمانده لشکر پارک کند تا از فرار آنان جلوگیری به عمل آید و مأموران کمیته بتوانند به‌سرعت خود را برساند.
این جریان به مأموران نیروی هوایی نیز اطلاع داده می‌شود و آنان هم با کمک مأموران کمیته به‌سرعت به منزل فرمانده لشکر حمله می‌کنند.
افراد داخل منزل فرمانده لشکر با اطلاع از محاصره خانه توسط مأموران انقلاب، به مقاومت مسلحانه می‌پردازند. در نتیجه این درگیری، یزدجردی از ناحیه شانه کمی زخمی می‌شود و بالاخره مقاومت آنان در هم می‌شکند و دستگیرشان می‌کنند.

## اعدام
سرتیپ علی‌اکبر یزدجردی فرماندار نظامی پیشین مشهد پیش از پاسداران خواست دست‌هایش را باز کنند تا بتواند پیش از اعدام دو رکعت نماز بخواند. وقتی پاسداران دست‌های وی را باز کردند او به سمت یکی از آنها حمله کرد تا وی را خلع سلاح کند که در این امر ناموفق بود.

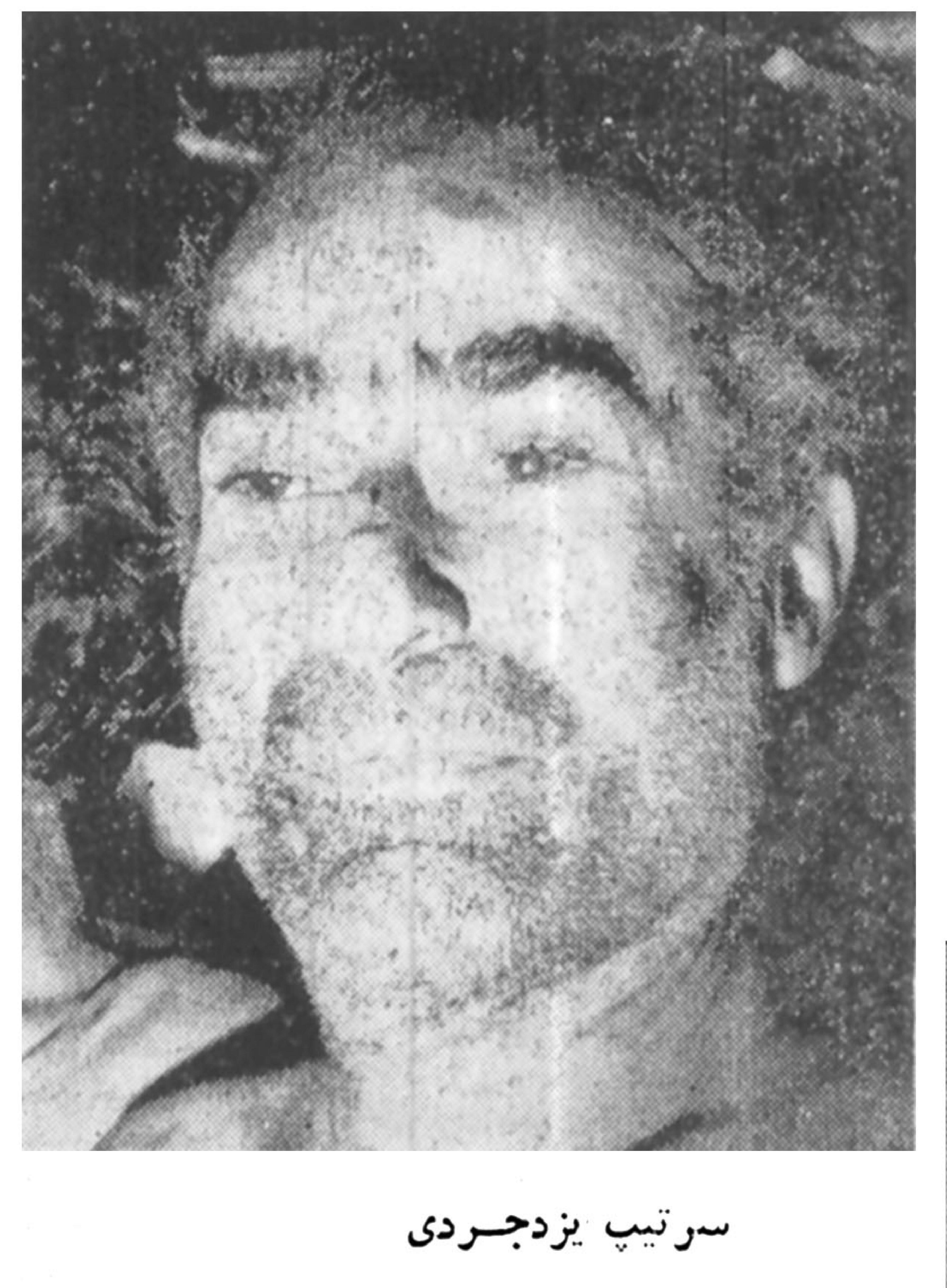
پیکر بی جان سرتیپ علی‌اکبر یزدجردی پس از تیرباران، روزنامهٔ اطلاعات ۱۴ اسفند ۱۳۵۷ (‏۵ مارس ۱۹۷۹‏)

بنا به نوشته روزنامه اطلاعات علی‌اکبر یزدجردی گفت: «من دستورها را اجرا می‌کردم» وی رو به یکی از پاسداران کرد و گفت: «مگر شما حالا دستورها را اجرا نمی‌کنید؟» پاسدار پاسخ داد: «اگر به دستورها معتقد نباشم، اجرا نمی‌کنم.»
او سپس به همراه ۷ نفر دیگر در بامداد روز دوشنبه ۱۴ اسفند ۱۳۵۷ اعدام شد.